# Петерс, Борис Георгиевич
Бори́с Гео́ргиевич Пе́терс  (6 мая 1926, Москва — 13 ноября 2016) — советский геолог и историк, археолог. Участник Великой Отечественной войны, поэт.

## Биография
Петерс Борис Георгиевич родился 06 мая 1926 года в Москве. С 1934 по 1938 жил и учился в Средней Азии, в городе Кагане, куда перевели работать родителей. Его отец комбриг Г. Б. Петерс был назначен командиром 23 Отдельного железнодорожного полка. Во время массовых репрессий, летом 1938 года по сфабрикованным обвинениям он был арестован, но в 1939 году освобожден и полностью реабилитирован. В 1941 году в начале войны отец ушёл на фронт, а в конце августа семья была эвакуирована в Ташкент, весной 1943 года вернулась в Москву. и Борис Петерс 1 мая 1943 года из 9 класса ушёл добровольцем на фронт Великой Отечественной войны.

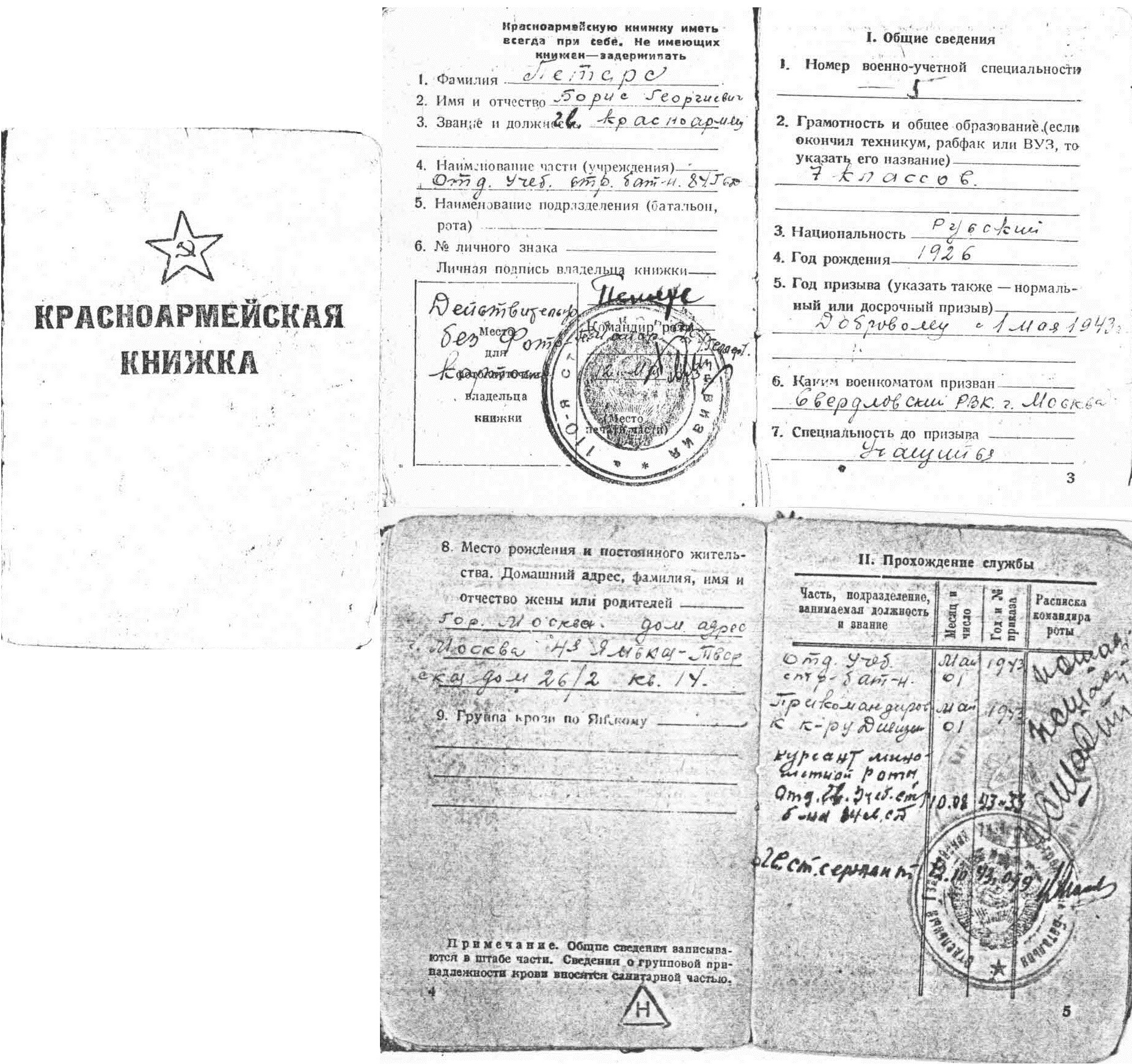
Петерс Б. Г. Красноармейская книжка.

В действующей армии находился в различных подразделениях 84-й гвардейской стрелковой дивизии и в том числе в минометной роте отдельного гвардейского учебного стрелкового батальона, где 1 августа 194З года вступил в комсомол. В батальоне, где учёба сменялась боевыми действиями, после окончания курса ему 12 октября 194З года было присвоено звание гв. старшего сержанта и, в дальнейшем, он был прикомандирован к комдиву связным.

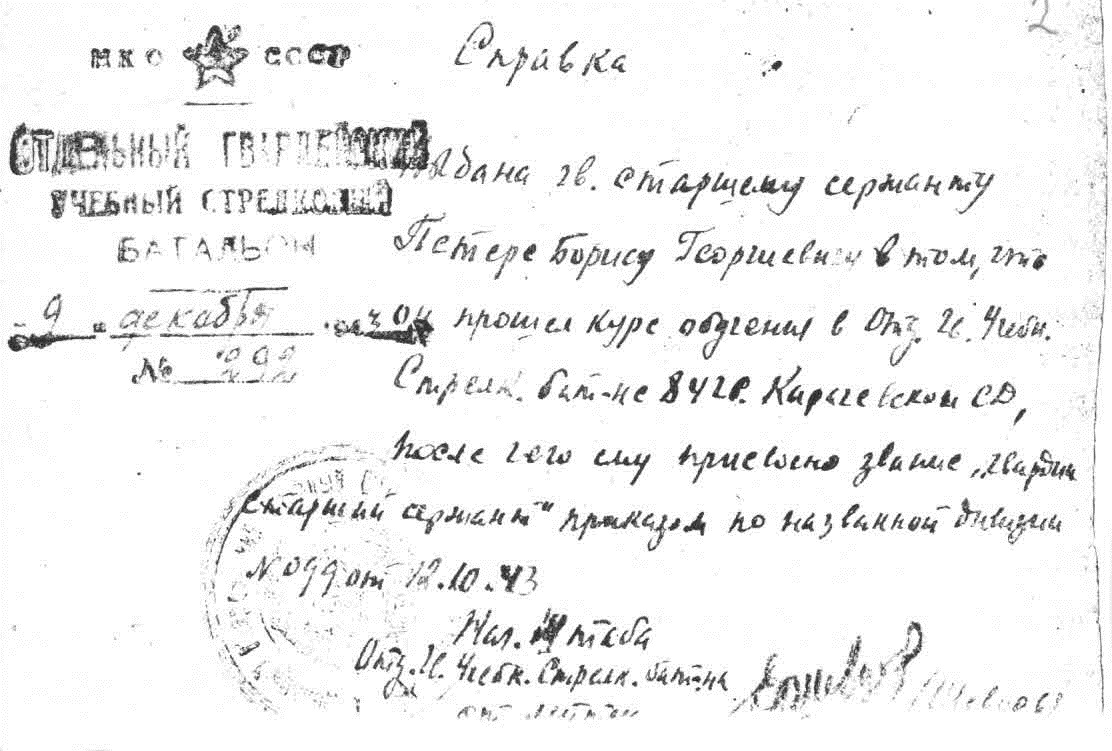
Петерс Б. Г. Справка о присвоении звания.

Б. Г. Петерс 10 января 1944 был награждён медалью «За отвагу».

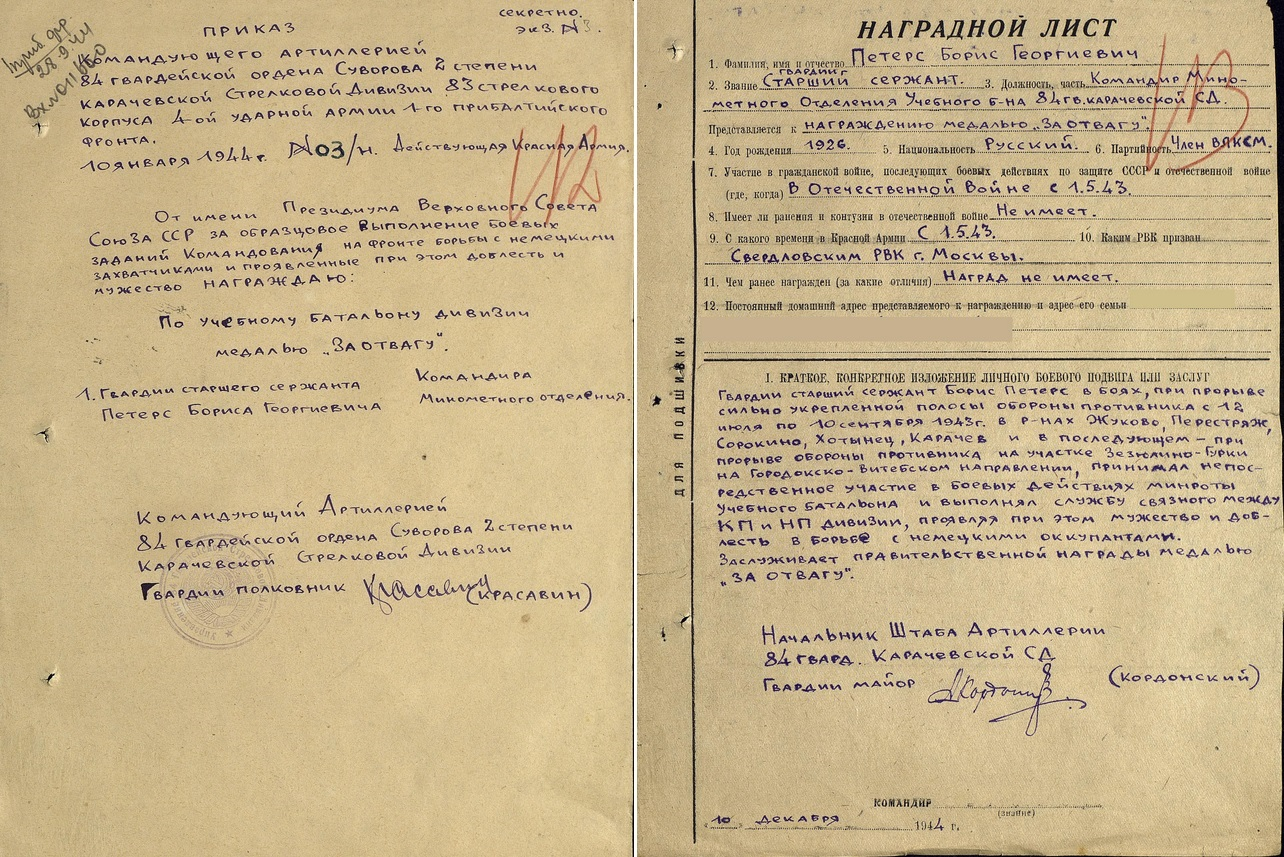
Петерс Б. Г. Медаль за отвагу. Приказ и наградной лист.

В середине января был откомандирован в главное Артиллерийское управление, где получил назначение на учёбу в 1-е Пензенское артиллерийское училище противотанковой артиллерии. По окончании курса 20 мая 1945 ему было присвоено звание мл. лейтенанта и он получил направление в 5-ю гвардейскую стрелковую дивизию, где служил командиром 2-го огневого взвода, 1 батареи, 1 дивизиона 76 мм орудий, 24-го гвардейского пушечного артполка.
В 1946 году он был зачислен стажером в Военный институт иностранных языков «ВИИЯКА» и в том же году откомандирован в город Рязань на должность командира огневого взвода 79-го гвардейского гаубичного артполка, 54-й гв. артбригады ВДВ.

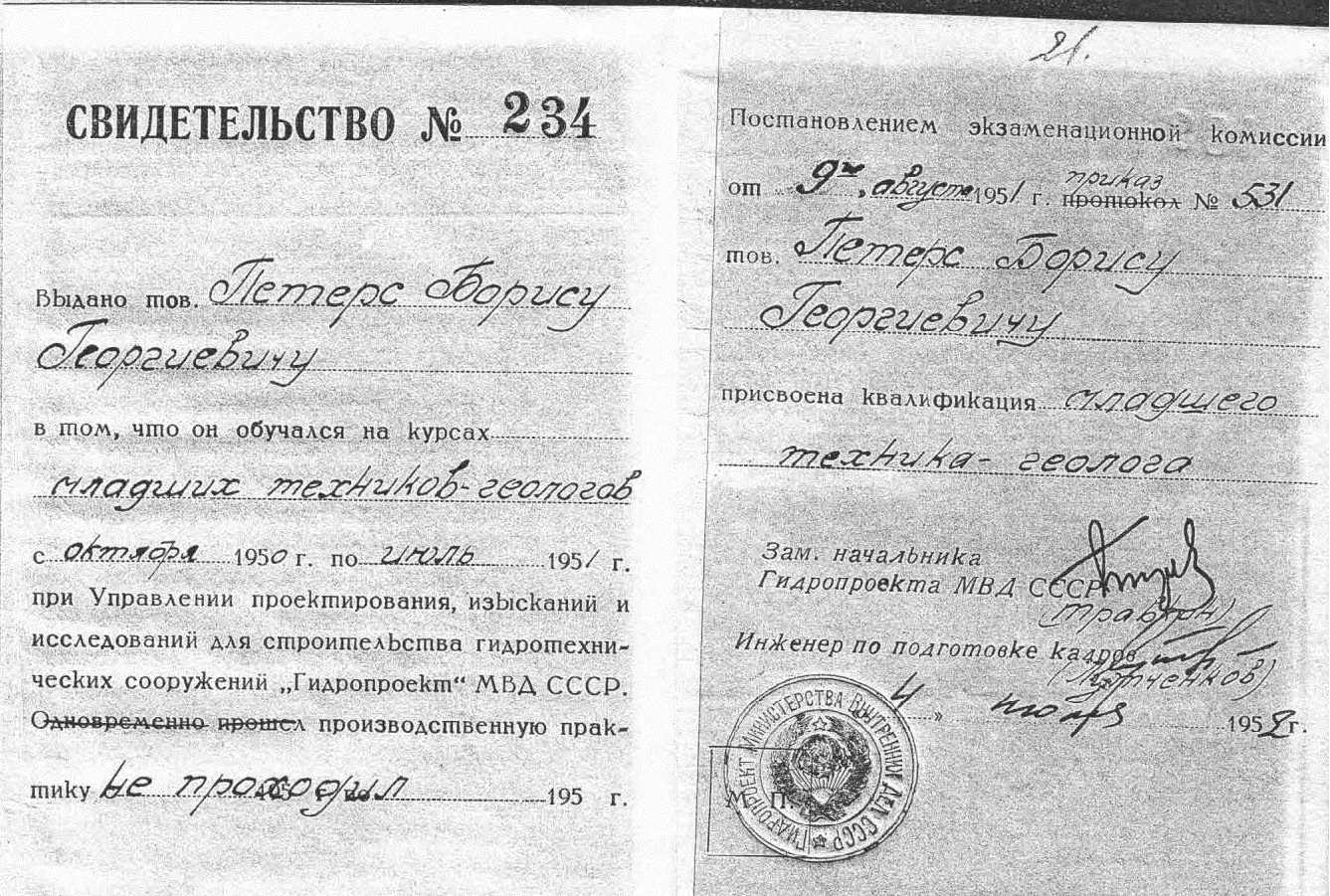
Петерс Б. Г. Свидетельство об окончании курсов.

После демобилизации работал строителем, электриком, учился на курсах техников-топографов «Желдорпроект», и на курсах по подготовке сдачи экстерном на аттестат зрелости, который получил в 1950 году. В 1950—1951 годах учился и окончил геологические курсы техников-геологов «Гидропроект». Участвовал в полевых геологических работах «Гидропроект» на реках Шексна, Волга, Или, Дон, и полевых геологических съёмках берегов Оби и Вилюя.
В 1954—1960 годах поступил и окончил вечернее отделение Исторический факультет МГУ, кафедру археологии. 

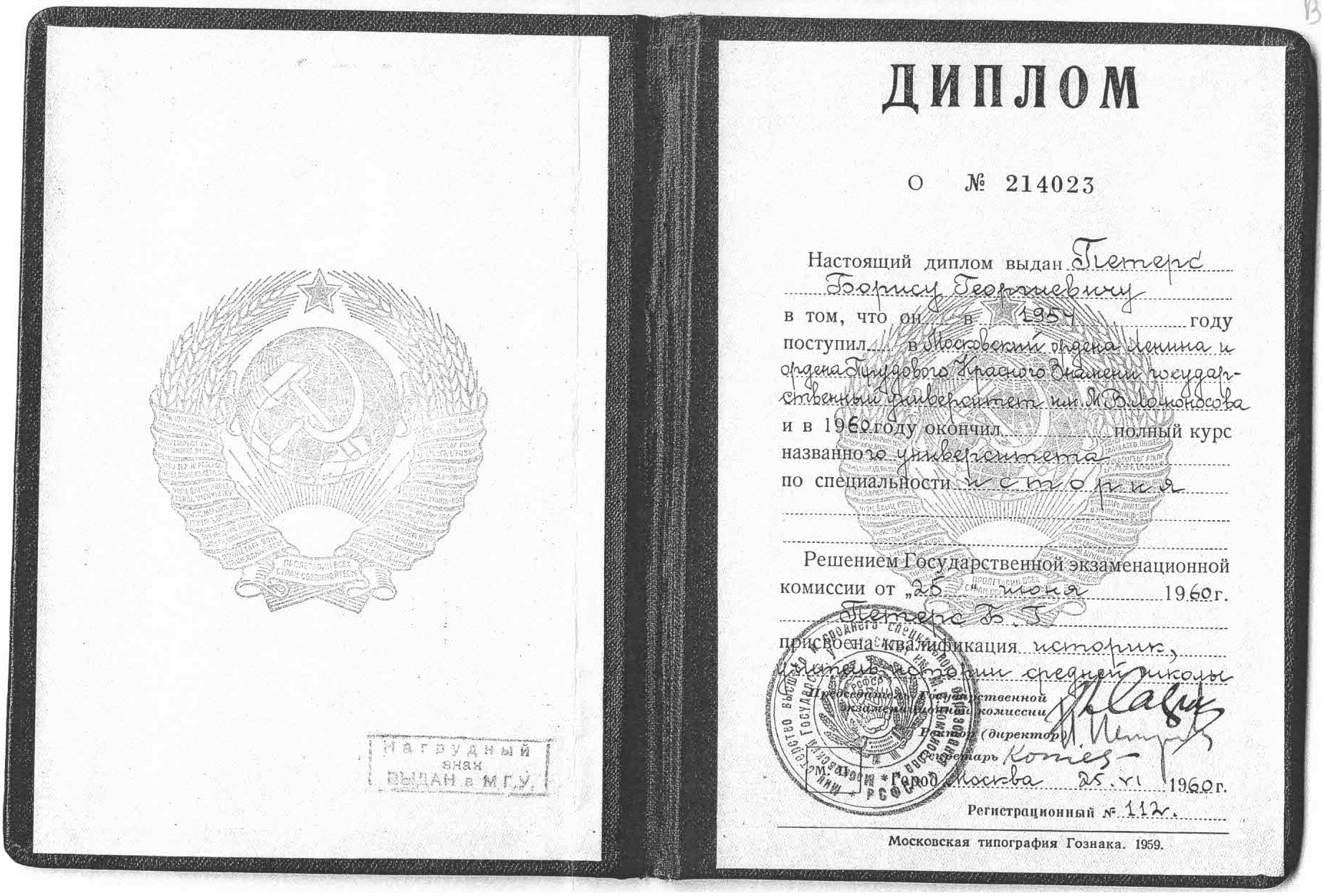
Петерс Б. Г. Диплом об окончании МГУ.

В 1956—1957 годах обучался в водолазной школе при ЦМК ДОСМФ Москвы.

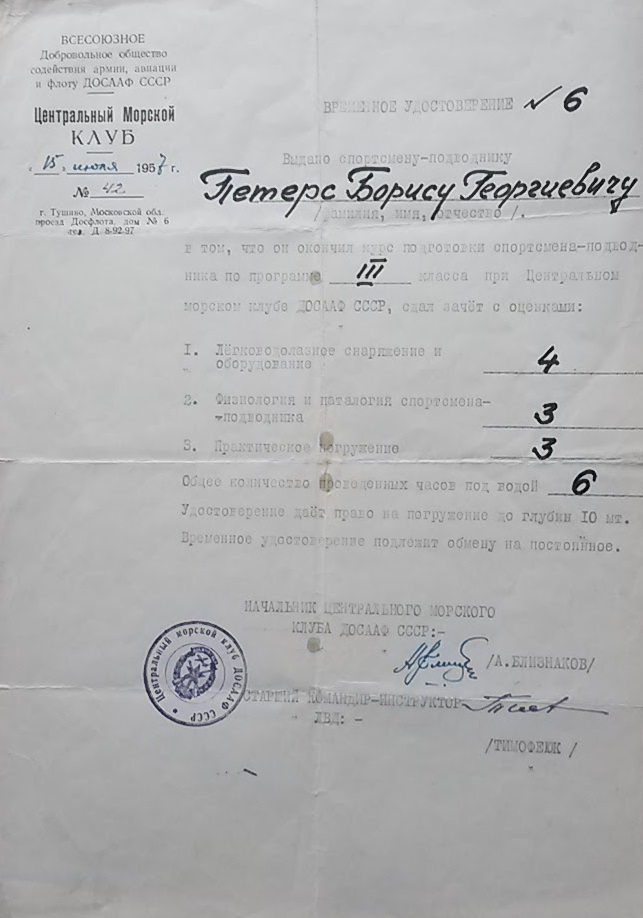
Петерс Б. Г. свидетельство об окончании водолазной школы

С 1957 года Б. Петерс участник полевых экспедиций Институт археологии АН СССР, где до 1993 года работал старшим научным сотрудником Сектора античной Археологии.

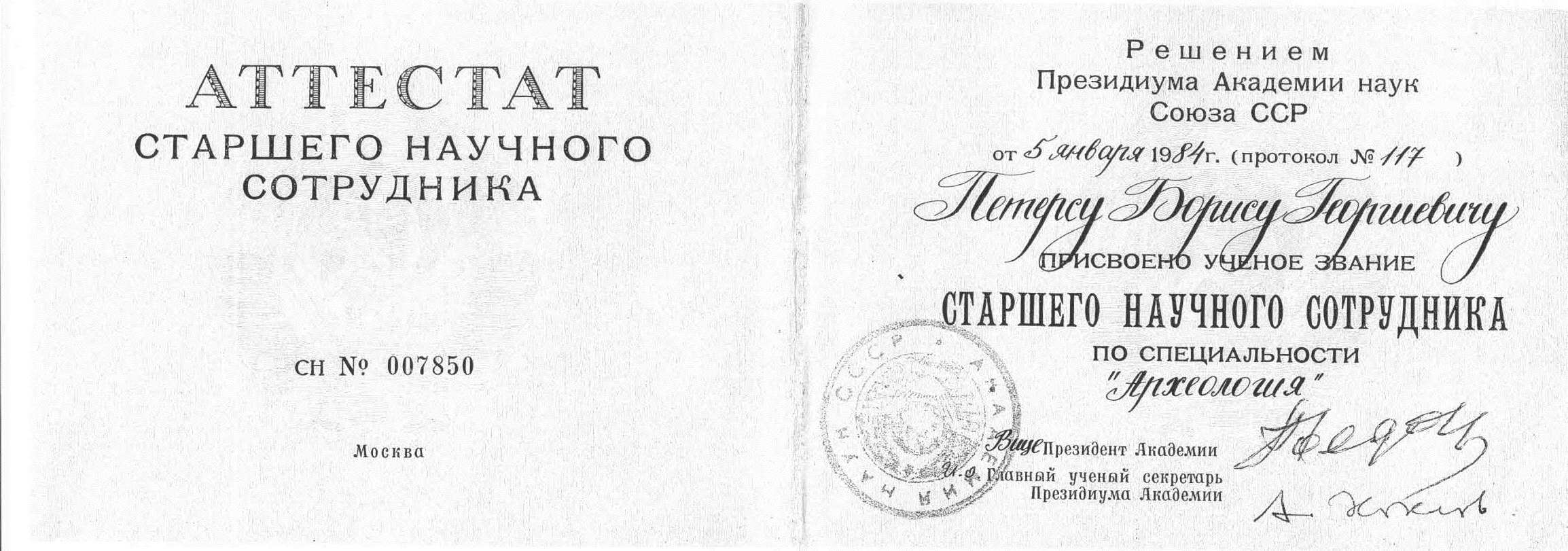
Петерс Б. Г. Аттестат старшего научного сотрудника.

Б. Петерс прошёл путь подводного археолога от руководителя группы подводных археологов Пантикапейской экспедиции ИА АН СССР 1957 года, защиты в 1960 году первой в МГУ дипломной работы по подводной археологии и исследованию древних кораблей до начальника Азово-Черноморской экспедиции 1967 ИА АН СССР и открытия в Прибрежной части Патрея в 1989 года груза античных амфор.
Как писал В. Д. Блаватский (В. Д. Блаватский, Г. А. Кошеленко Открытие затонувшего мира, М., 1963, с. 73-74) и журналист М. Баринов (Подводная археология ."Курьер ЮНЕСКО". май. 1972. стр. 6.) Б. Г. Петерс «стал первым советским археологом-подводником». Вместе с профессором МГУ В. Д. Блаватским в 50 е годы ХХ в, впервые в СССР, участвовал в разработке научных методик поиска археологических объектов под водой, исследования под водой древних кораблей и послойные раскопки под водой древних поселений. Эти методики неоднократно публиковались авторами. Так были заложены научные основы подводно-археологическим исследованиям древних памятников в нашей стране.
Б. Г. Петерс был начальником следующих сухопутных отрядов и экспедиций Института Археологии АН СССР:
1. Октябрьского отряда Причерноморской экспедиции в 1961 году;
2. Мысовского отряда Причерноморской экспедиции в 1962 году
3. Михайловской экспедиции в 1963—1987 г.г.,
4. Феодосийской экспедиции в 1975—1977 г.г.,
5. Археологического отряда Советско-Йеменского (ЙНДР) экспедиции института Востоковедения АН СССР в 1984 году;
6. Патрейской экспедиции в 1985—1989 г.г.

По совместительству, Б. Г. Петерс создал на базе «Археологического кружка», профильный кружок «Античная археология» в ЦГ ДПиШ г. Москвы (1969—1985). С обязательным выездом слушателей в летнее время на полевые археологические работы. Дирекцией Дворца Пионеров было выделено отдельное помещение, где был организован кабинет «Античной Археологии». В дальнейшем многие из слушателей кружка, окончив МГУ, стали известными учеными, защитили кандидатские и докторские диссертации, а один из учеников кружка был избран член-корреспондентом РАН.
Борис Георгиевич Петерс — кандидат исторических наук (1968 г. Морское дело в Древней Греции, первая диссертация по подводной археологии ИА АН СССР).

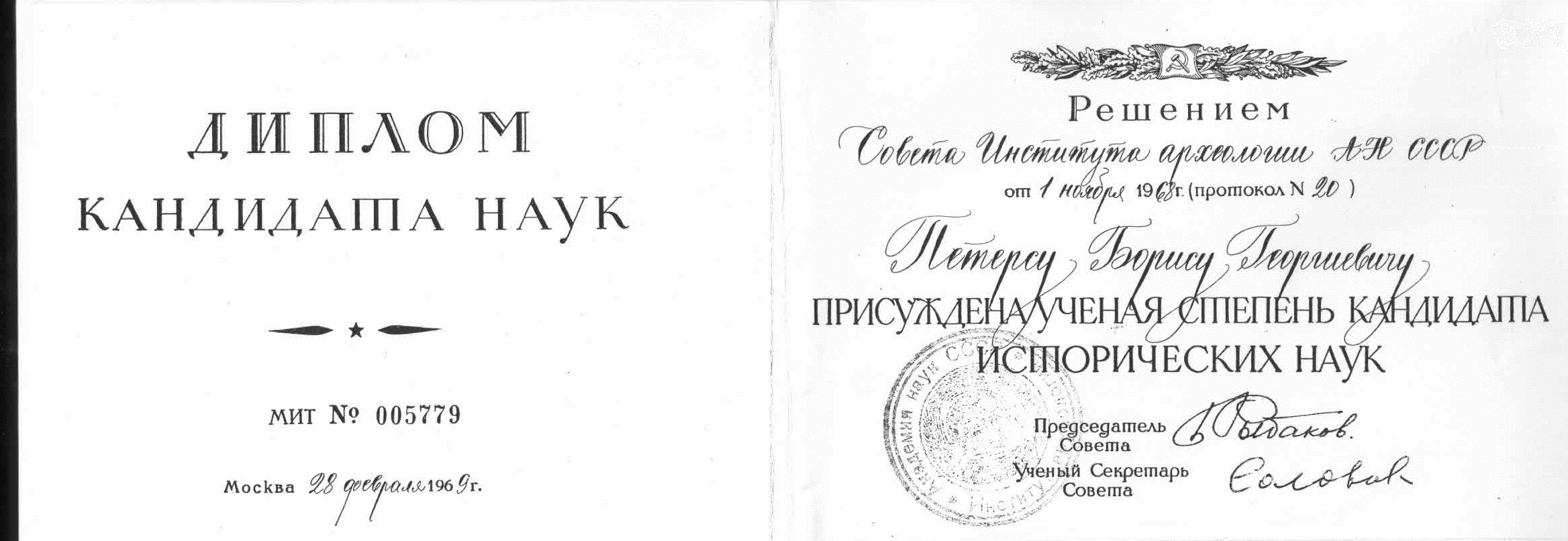
Петерс Б. Г. Диплом кандидата наук.

В 1990 году Б. Г. Петерс подал заявление о выходе из КПСС. 18 июгя 1994 года Б. Г. Петерс избран член-корреспондентом РНАН.

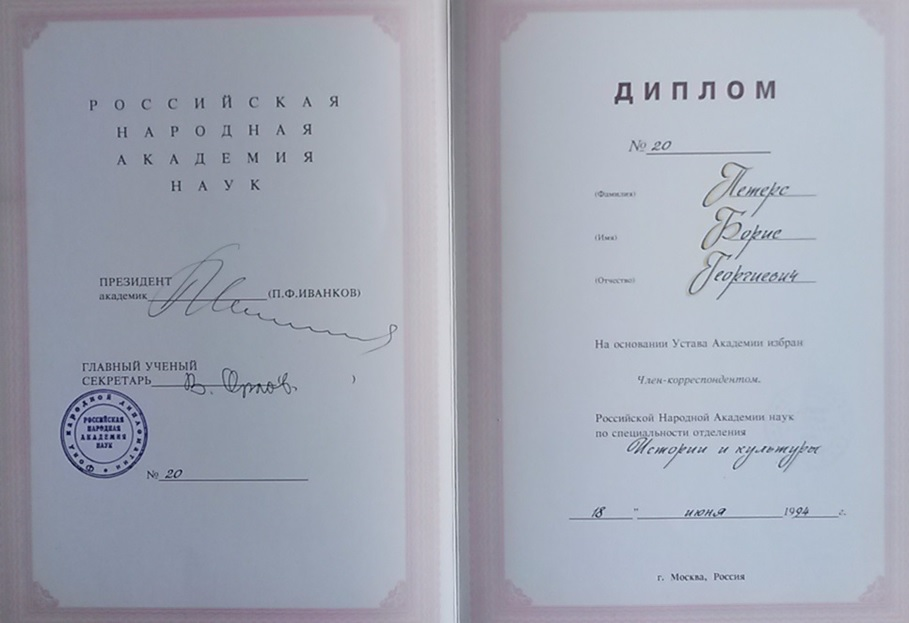
Петерс Б. Г. Диплом член-корреспондента РНАН.

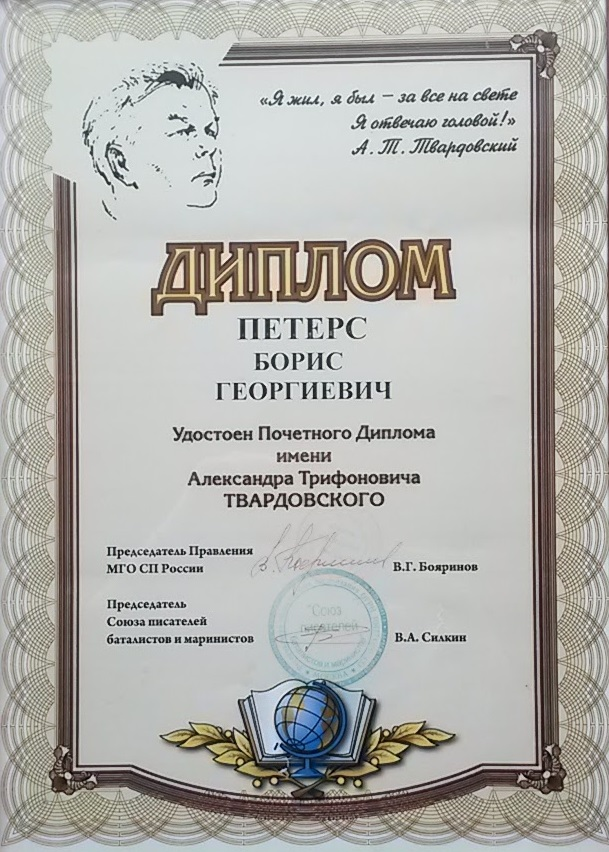
Петерс Б. Г. диплом им А. Т. Твардовского

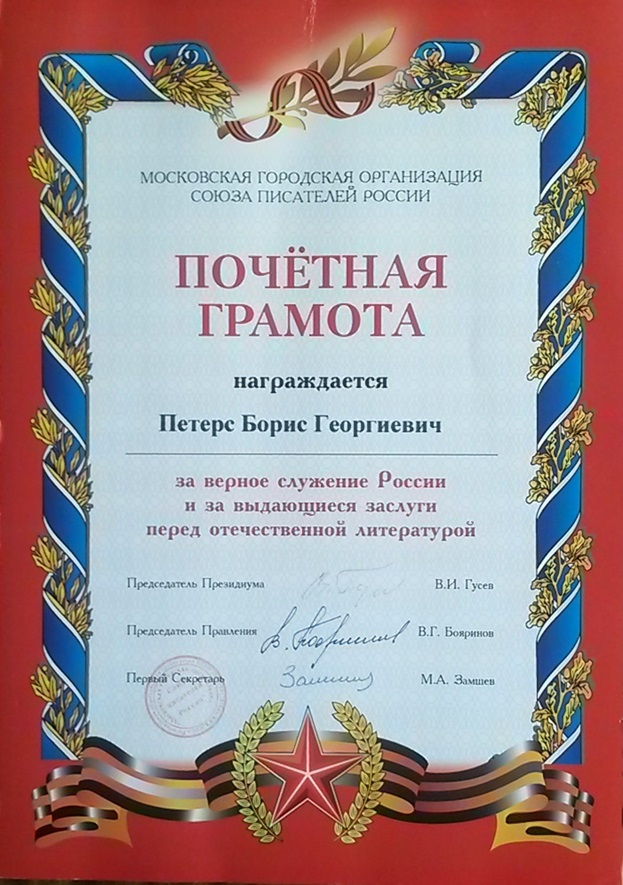
Петерс Б. Г. Почетная грамота союза писателей России.

Он член МГО Союза писателей России.

## Список опубликованных научных монографий Б. Г. Петерса
1. Морское дело в античных государствах Северного Причерноморья. М., 1982 г. Из-во «Наука».
2. Косторезное дело в античных государствах Северного Причерноморья. М., 1986 г. Из-во «Наука».

## Список опубликованных научных работ Б. Г. Петерса
1. О подводных археологических работах в Керченском проливе. печат. Тезисы докладов на IV Всесоюзной археологической студенческой конференции об итогах работы в 1957 г., МГУ, 1958, М., с.25 0,1
2. О новейших подводных археологических работах. печат. ВДИ, № 3, 1961, М., с.160-164. 0,5 Соавтор Смирнов И. В.
3. Исследование кораблей на дне моря. печат. ВДИ, № 3, 1962, М., с.210-213 0,3 Соавтор Савельев Ю. А.
4. Подводный спорт и археология. печат. В помощь спортсмену подводнику. ДОСААФ, 1962, М., вып.2, с.43-47 0,5
5. В поисках затонувшего судна. печат. В помощь спортсмену подводнику. ДОСААФ, 1962, М., вып.2, с.48-59 1,0
6. Парусное вооружение древнегреческих судов. печат. Историко-археологический сборник., МГУ, 1962, М., с. 132—134 0,2
7. О методике подводных археологических работ. (опыт ИА АН СССР 1957—1962 гг.) печат. Тезисы докладов на всесоюзном совещании 1963, М., с. 84-86 Методы естественных и технических наук в археологии. 0,1
8. О подводных археологических работах в Ольвии печат. КСИА, 1963, М., № 95, с. 83-85 0,5
9. VIII Международный конгресс по классической археологии. печат. ВДИ, № 4, 1964, М., с. 184—186 0,5
10. Раскопки городища у с. Михайловка в 1963 г. печат. КСИА, № 103, 1965, М., с.119-123 0,5
11. Рецензия на книгу В. Д. Блаватского, Г. А. Кошеленко «Открытие затонувшего мира». печат. ВДИ, 1965, № 1, М., с.171-172 0,3
12. О приемах и методике подводных археологических разведок. печат. Археология и естественные науки. МИА, № 129, М. 1965, с. 282—284 0,5
13. Об исследовании античного кораблекрушения конца IV — нач. III вв. до н. э. печат. Тезисы докладов на заседаниях посвящённых итогам полевых исследований 1965 г. 1966, М., с.11-12 0,1 Соавтор Блаватский В. Д.
14. Раскопки Михайловского городища. печат. АО-1965, М., 1966, с. 124—126 0,2
15. Подводные работы на дне Чёрного моря около Донузлава. печат. АО-1965, М., 1966, с. 131—132 0,1 Соавтор Блаватский В. Д.
16. Об изображениях боспорских кораблей на штукатурке из раскопок Пантикапея. печат. Культура античного мира. М. ,1966, с. 131—132 1,0
17. Подводные археологические работы в районе Евпатории. печат. КСИА, № 109, 1967, М., с. 73-78 0,5 Соавтор Блаватский В. Д.
18. О раскопках Михайловского городища. печат. АО-1966, М., 1967, с.222-223 0,2 Соавтор Ефимова Г. М.
19. О работе Азово-Черноморской подводной экспедиции. печат. АО-1967, М., 1968, с.222 0,1
20. Раскопки у с. Михайловка. печат. АО-1967, М., 1968, с.224-225 0,2 Соавтор Ефимова Г. М.
21. Морское дело в древней Греции. печат. Автореферат канд. дисс. 1968, М. 1,2
22. Peters B.G. Die Ausgrabungen auf dem Siedlugsplatz beim dori Michalelowka im Jahre. 1963 печат. Bibliotheca classica orientalis, 1969, N1, Berlin, c. 51-52 0.1
23. Раскопки античного городища у с. Михайловка. печат. АО-1968, М., 1969, с.306-307 0,2 Соавтор Ефимова Г. М.
24. Кораблекрушение конца IV — начала III вв. до н. э. около Донузлава. печат. СА, 1969, № 3, М., с. 151—158 1,0 Соавтор Блаватский В. Д.
25. Приемы подводных археологических работ при изучении остатков древнего кораблекрушения. печат. Морские подводные исследования. М., 1969, с. 339—342 0,3 Соавтор Блаватский В. Д.
26. Раскопки у с. Михайловка в Крыму. печат. АО-1969, М., 1970, с.268-269 0,2 Соавтор Ефимова Г. М., Кожин П. М.
27. Терракоты из городища у с. Михайловка. печат. САИ, 1970, М., вып. 7I-II, с. 112—114, табл. 53-54 1,0
28. Раскопки у с. Михайловка. печат. АО-1970, М., 1971, с.260-262 0,2 Соавтор Ефимова Г. М.
29. О раскопках античного поселения ЮЗ г. Керчи печат. Тезисы докладов посвящённые итогам полевых археологических исследований 1970 г. в СССР Тбилиси, 1971, с. 173 0,1
30. Раскопки античного поселения в Восточном Крыму. печат. АО-1971, М., 1972, с.348-349 0,2
31. Раскопки античного городища на захІд вІд КерчI. печат. АрхеологІчнI дослІдження на УкраІнI в 1969р, 1972, с.142-146, КиІв 0,3 Соавторы Ефимова Г. М., Кожин П. М.
32. Охранные работы на курганном могильнике у с. Михайловка. печат. КСИА, М., 1972, № 130, с.97-104 0,5 Соавторы Ефимова Г. М., Кожин П. М.
33. Исследование античного поселения в Восточном Крыму. печат. XII-e Conference internationale du comite «Eirene», Cluy, 1972, с. 71 0,1
34. О раскопках античного поселения в восточном Крыму печат. Тезисы докладов на секции, посвящённой итогам полевых исследований 1971 г., М., 1972, с. 92 0,1
35. Исследование античного поселения в восточном Крыму у с. Михайловка. печат. Тезисы докладов сессии, посвящённой итогам полевых археологических исследований 1972 г. в СССР, Ташкент, 1973, с. 255—256 0,1
36. Раскопки античного поселения на Керченском полуострове. печат. АО-1972, М., 1973, с.322 0,2 Соавтор Кожин П. М.
37. V.D. Blavatsku and B.G. Peters A wreck of the Late 4th or early // 3rd century BC near Donuzlav. печат. Nautical Archaeology, vol.2, N1. Vfrch 1973. London and New York, 1973, с. 25-32 1,0 Соавтор Блаватский В. Д.
38. Михайловская экспедиция. печат. АО-1973, М., 1974, с.328 0,2 Соавтор Сидорова О. И.
39. Поселение античного времени у с. Михайловка. печат. Новейшие открытия советских археологов. 1974, Киев, с. 62-63 0,1
40. Античное поселение у с. Михайловка. печат. АО-1974, М., 1975, с.338-339 0,2
41. О некоторых металлических изделиях из античного поселения у с. Михайловка. печат. КСИА, 1975, № 143, с.86-89 0,5
42. Краснолаковая керамика из раскопок Михайловского поселения. печат. КСИА, 1976, № 145, с.88-91 0,5
43. Раскопки Феодосии. печат. Тезисы докладов XIV Международной конференции античников социалистических стран. «Эйрене», Ереван, 1976, с. 326—327 0,1
44. Раскопки Феодосийской экспедиции. печат. АО-1975, М., 1976, с.377-379 0,2 Соавторы Айбабина Е. А., Катюшин Е. А.
45. Раскопки Михайловской экспедиции. печат. АО-1975, М., 1976, с.379 0,1 Соавторы Голубева З. В., Панин А. Н., Шинаков Е. А.
46. О Морском деле в Эгейском мире. печат. История и культура античного мира. М., 1977, с. 160—168 1,0
47. Феодосийская экспедиция. печат. АО-1976, М., 1977, с.353-354 0,2 Соавторы Айбабин А. И., Айбабина Е. А., Катюшин Е. А., Коршунова Е. В., Панин А. Н., Расторгуева Е. Ю., Шинаков Е. А.
48. Типы ранних Северо-Причерноморских кораблей. печат. Тезисы докладов. Материалы симпозиума по проблемам греческой колонизации. Тбилиси, 1977, с. 56-57 0,1
49. Михайловское городище античного времени. печат. Проблемы советской археологии., М., 1978, с.117-128 1,0
50. Феодосийская экспедиция. печат. АО-1977, М., 1978, с.273-374 0,2 Соавторы Беляев С. А., Загинайло А. Г., Кочан Т. М., Николаева Т. Д.
51. Монеты из античного поселения и курганного могильника у с. Михайловка на Керченском полуострове. печат. Нумезматика и эпиграфика. т. XII, М., 1978, с. 3-6 0,5
52. Раскопки поселения античного времени в западной части полуострова Казантип. печат. КСИА, М.,1978, № 156, с.89-93 0,5
53. Об археологических исследованиях древней Феодосии. печат. Проблемы античной истории и культуры. XIV конференция «Эйрене» т. II. Ереван, 1979, с. 399—403 0,3
54. Михайловская экспедиция. печат. АО-1978, М., 1979, с.387-388 0,2 Соавторы Абрамов А. П., Авдеев А. Г.
55. О морском деле древней Греции в переходное и архаическое время. печат. Thracia Pontica I, Sozopol (тезисы), 1979, с.14-16 0,2
56. Типы ранних Северопричерноморских кораблей. печат. Проблемы греческой колонизации Причерноморья. Тбилиси, 1979, с.165 0,1
57. Морское дело Северного Причерноморья в архаическое время. печат. Тезисы докладов. II Всесоюзный симпозиум по проблемам древней истории Причерноморья. Тбилиси, 1979, с.58-61 0,2
58. Археологические разведки и раскопки античных памятников на Керченском полуострове. печат. Археологические исследования на Украине в 1978—1979 гг. Днепропетровск, 1980, с.121-122 0,1
59. Морское дело древней Греции эллинистического времени. печат. Всесоюзный симпозиум по проблемам эллинистической культуры на Востоке. Ереван, 1980. с. 62-63
60. Михайловская экспедиция. печат. АО-1979, М., 1980, с.324-325 0,1
61. Керамические клейма из раскопок Феодосии 1975—1977 гг. печат. СА, № 2, М., 1981, с.207-222 1,0 Соавтор Голенцов А. С.
62. Работы Михайловской экспедиции. печат. АО-1980, М., 1981, с.302 0,1
63. Археологические раскопки Феодосии. 1975—1977 гг. печат. КСИА, М.,1981, № 168, с.68-72 0,5 Соавтор Голенцов А. С.
64. Морское дело в античных государствах Северного Причерноморья. печат. Монография, М., 1982. Издательство «Наука» 9,6
65. О морском деле древней Греции в переходное и архаическое время. печат. Thracia Pontica I, Sofia, 1982, с.239-258 1.5
66. Предисловие, примечания в тексте и русская библиография. печат. В книге Г. Ланитцки. Амфоры, затонувшие корабли, затопленные города. М., 1982, с. 5-14; 105—110; 145—148; 150—151 2,0
67. О работе Михайловской экспедиции. печат. АО-1981, М., 1982, с. 307—308 0,1
68. Исследовать, не разрушая. печат. Вокруг света № 4, 1983, с.53 0,2
69. Клейма на амфорах из поселения у с. Мысовое. печат. КСИА, М.,1983, № 174, с.52-56 0,5 Соавтор Авдеев А. Г.
70. Феодосия. печат. В кн.: Археология СССР. Античные государства Северного Причерноморья. М., 1984, с.63 0,2
71. Военное дело. печат. В кн.: Археология СССР. Античные государства Северного Причерноморья. М., 1984, с.187-197, 267, 269—275, табл. LXXX-LXXXV 2.5
72. Раскопки Рейбуна I (Путеводитель на арабском языке). печат. СОЙКЭ, результаты работ 1984 г. Йеменский центр культурных и археологических исследований, музей г. Сейдуна 1984, с.23-28 0,1
73. Раскопки на Керченском полуострове. печат. АО-1982, М., 1984, с. 317—318 0,1
74. Исследования Михайловской экспедиции. печат. АО-1983, М., 1985, с. 343 0,1
75. О работе Михайловской экспедиции (1963—1983 гг.). печат. КСИА, М.,1985, № 182, с.23-27 0,5
76. Раскопки поселения близ с. Михайловка. печат. АО-1984, М., 1986, с. 292—293 0,1
77. Работы в НДРЙ. печат. АО-1984, М., 1986, с. 495—497 0,1 Соавторы Амирханов Х. А., Кропоткин А. В.
78. К вопросу о морском деле Древней Греции в классическое время. печат. Проблемы античной культуры. М. 1986, с.75-77 0,3
79. Косторезное дело в античных государствах Северного Причерноморья. печат. Монография, М., 1986. Издательство «Наука» 15,7
80. Заметки об амфорных клеймах из раскопок Феодосии. печат. СА, № 3, М., 1987, с.214-219 0,5 п.л. Соавтор Авдеев А. Г.
81. Работы Патрейской экспедиции. печат. АО-1985, М., 1987, с.151 0,1 п.л.
82. Раскопки Патрея. печат. В кн.: Древности Кубани (Материалы семинара), Краснодар, 1987, с. 34-36 0,2 п.л.
83. Раскопки Патрея. печат. АО-1986, М., 1988, с.119-121 0,1
84. Греческая надпись из раскопок Патрея в 1986 г. печат. ВДИ, № 2, 1988, с.119-121 0,5 Соавтор Иванчик А. И.
85. Красноглинянные амфоры и кувшины из раскопок городища у с. Михайловка. печат. КСИА, М.,1989, № 191, с.53-57 0,5 п.л. Соавтор Абрамов А. П.
86. Охранные научные работы в 1988 году Патрейской экспедиции АН СССР. печат. Новое в методике археологических работ на новостройках РСФСР (тезисы). М.,1989, с.71-73 0,1
87. Исследования Патрея. печат. I Кубанская археологическая конференция (тезисы). Краснодар,1989, с.134-136 0,1
88. Тайны голубой страны. печат. В кн.: Черноморские румбы. Одесса, 1989, с. 25-42 1,0
89. Исследования нижнего слоя Патрея. печат. В кн.: Проблемы исследования античных городов. М.,1989, с.95-97 0,2
90. Функциональная характеристика керамической тары V—II вв. до н. э. с городища у села Михайловка. печат. СА, № 4, М., 1989, с.182-195 1,0 Соавторы Авдеев А. Г., Абрамов А. П.
91. Экономические связи античного городища у с. Михайловка в IV—III вв. до н. э. печат. СА, № 4, М., 1990, с.207-224 1,0 Соавтор Авдеев А. Г.
92. Итоги работы Патрейской экспедиции ИА АН СССР в 1985—1989 гг. печат. Древности Кубани (Материалы научно-практической конференции), Краснодар, 1991, с. 80-82 0,1
93. Ранние средневековые материалы Михайловского археологического комплекса в Крыму. печат. Проблемы археологии северного Причерноморья. (К 100-летию основания Херсонского музея древностей), Херсон, 1991, с. 151—158 1,0 п.л. Соавтор Ольховский В. С.
94. Эпиграфические материалы из Патрея. печат. Древности, вып 3, М., 1992, с. 128—152 1,0 Соавтор Емец И. А.
95. Некоторые результаты исследования Патрея. печат. XVII «Круиновские чтения» по археологии Северного Кавказа., Майкоп, 1992 г., с. 64-65 0,1
96. Граффити и дипинти античной Феодосии. печат. КСИА,1993, № 207, с.77-83 0,5 Соавтор Емец И. А.
97. Исследования городища Патрей в 1985—1989 гг. печат. Материалы IV научной конференции РНАН, М., 1993, с. 25-27 0,2
98. Памятники античного времени: Михайловское городище, Феодосия и Патрей. (Путеводитель по выставке) печат. Древности, вып 7., Древности России., М., 1993. РАО, с. 6-7 0,1
99. К исследованию лепной керамики с Патрейского городища. печат. Вторая Кубанская археологичесская конференция (тезисы), Краснодар, 1993, с. 34 0,1 Соавтор Емец И. А.
100. Essay. The Looting of a Site in South Rusia. печат. International journal of Cultural Property. dt Gruyter Berlin New York, offprint, No. 2, vol. 3, 1994, c.257-258 Соавторы Емец И. А., Десятчиков Ю.
101. Памятники античного времени: Михайловское городище, Феодосия и Патрей. (Путеводитель по выставке) печат. Древности, вып 11., Древности России., М., 1994. РАО, с. 8-9, рис. 31-48 0,5
102. Граффити из поселения у с. Михайловка. печат. РА, 1994, № 2, с.164-178 1,0 Соавтор Емец И. А.
103. Лепная керамика с поселения у с. Михайловка. печат. Древности, вып 13, М., 1994. РАО, с. 141—144 0,2 Соавтор Емец И. А.
104. К вопросу взаимодействий греческих и местных элементов в некрополе поселения у с. Михайловка. печат. Древности, вып 14 (Пять лет научной и творческой деятельности. РНАН. Материалы VI конференции), М., 1994., с.16-19 0,2 Соавтор Емец И. А.
105. К изучению лепной керамики античного времени из Феодосии. печат. Международные отношения в бассейне Чёрного моря в древности и средние века. VII научная конференция. Ростов-на-дону. 1994. 0,1 Соавтор Емец И. А.
106. Стеклянные изделия из раскопок Патрея 1985—1989 гг. печат. РА, 1994, № 4, с.171-175 0,5 Соавтор Чухина Е. В.
107. Костяные изделия из раскопок Патрея 1985—1989 гг. печат. РА, 1995, № 2, с.152-159 0,5 Соавтор Чухина Е. В.
108. Светильник из Саратовского городища. печат. Древности, вып 19., М., 1996. РАО, с. 46-48 0,1 Соавтор Лебедева Ек. Ю.
109. Светильник из Саратовского городища. печат. Новые археологические открытия и изучение культурной трансформации. С-Пб., 1996 с. 88-90 0,1 Соавтор Лебедева Ек. Ю.
110. Археологические исследования храмового комплекса богини Зат Химиам на городище Райбун I (раскопки 1984 г.). печат. Городище Райбун (Раскопки 1983-1987 гг.). Труды Советско-Йеменской комплексной экспедиции., т. II, М., «Восточная литература» РАН, 1996, с. 54-67, 203, 258—278, табл XLV- LIV 3.0
111. «Изображение корабля» на булле из Кара-Тепе. печат. Буддийские комплекс Кара-Тепе в старом Термезе., М., 1996, «Восточная литература», РАН. с. 213—219 0,5 п.л.
112. Средневековый керамический комплекс поселения Гаркуша. печат. Патрей материалы и исследования. вып. 2., М., 2005, МГДД(Ю)Т с. 76-98 Соавтор Волков И. В.

## Список опубликованных книг художественной литературы Б. Г. Петерса
1. Б. Петерс Песни. М., 1992. Изд-во «НЭВЦ ФИПТ».
2. Б. Петерс На раскопках. М., 1993, Изд-во «Интер-Весы».
3. Б. Петерс Начало. М., 1994, Изд-во «НЭВЦ ФИПТ».
4. Б. Петерс На курганах. М., 1995, Изд-во «Интер-Весы».
5. Б. Петерс На городище. М., 1996, Изд-во «НЭВЦ ФИПТ».
6. Б. Петерс Из прошлого. (Четыре изданий с дополнениями. 2000, 2003, 2006, 2010) М., Изд-во «НЭВЦ ФИПТ».
7. Б. Петерс 3а спиной века. (Два издания с дополнениями. 2008, 2009 М. Изд-во «НЭВЦ ФИПТ» последняя редакция «За спиной века» В книге Г. Б. Петерс, Б. Г. Петерс. Из Войны. М., 2011. Стр. 159—174).
8. Г. Б. Петерс, Б. Г. Петерс. Из Войны. М., 2011. Изд-во МГУ.
9. Б. Г. Петерс. Из прошлого. (Пятое издание, дополненное) М., 2013. Изд-во МГУ.

Первый очерк опубликован в 1959 году.
Стихи пишет с детских лет. Впервые его стихотворения издаются с 1982 года.
Проза и стихи Б. Г. Петерса выходили во многих газетах, журналах и литсборниках.
Списки части опубликованных научных и литературных работ см. в книге Б. Г. Петерса «Из прошлого» М., 2006. стр. 271—280.

## Некоторые статьи и книги, в которых писалось о работе и творчестве Б. Г. Петерса
1. Г. Семенов. С учеными на дне моря. «Советская Россия». М., 24.08.1957.
2. Г. Голубев. Подводные археологи. «Вокруг света». М., № 1, 01.1958, с. 17-20.
3. Н. Потемкина. Из глубины веков и моря. «Московская правда». 25.10.1959.
4. Л. Лобов. С аквалангом во тьму веков. «Комсомольская правда». 12.11.1959.
5. А. Брызгалов. Основы подводного спорта. М., 1959, с. 4.
6. А. Акимова. Поговорим о творчестве наших товарищей. «Гидротехник». № 30, 1960.
7. В. Д. Блаватский, Г. Кошеленко. Открытие затонувшего мира. М., 1963, с. 73-74.
8. В. Сташевский. Древняя тайна моря. «Советский патриот». 15.03.1964.
9. В. Веселов. Виноградным гроздьям — 17 веков. «Керченский рабочий». 24.04.1965.
10. Д. Кирилин. На раскопках Боспорской крепости. «Керченский рабочий». 24.08.1965.
11. Г. Пшеничный. Корабль из IV века до н. э. «Труд». 26.09.1965.
12. В. Ковалев. Из древней Гераклеи. «Комсомольская правда». 02.10.1965.
13. М. Баринов А тайна возникает вновь. «Огонек». № 2, 01.1966, с. 22-23.
14. Н. Перчуленко. 2000 лет под водой «Вечерняя Москва». 11.07.1966.
15. Д. Кирилин. На раскопках Боспорской крепости. «Керченский рабочий». 15.10.1970.
16. М. Баринов Подводная археология. «Курьер» 05.1972, с. 6.
17. А. Никитин. Распахнутая земля. М. 1973, с. 150—157.
18. Д. Кирилин. Диодор Сицилийский был прав. «Крымский комсомолец». 01.03.1975.
19. С. Серебрякова. Раскопки под водой. «Неделя». 12.1978, с.11-17.
20. А. Ермоленко. Крепость, дворец, мост. «Неделя». № 44, 1984.
21. Л. Корзун. Мера подвига. М. 1984, с. 28-30, 38, 40, 55, 65, 80, 88.
22. Д. Кирилин. Воин, археолог, поэт. «Рыбацкая вахта». Керчь, № 39, 1985.
23. Г. Бауэр. Райбун в Хадрамауте. «Знание-Сила». М., № 10, 1985, с. 41-43.
24. Д. Кирилин. Михайловское городище. «Рыбацкая вахта». Керчь, 31.07.1987.
25. Н. Петров. «Таманец». Тамань. 20.08.1988.
26. Н. Швец. В поисках своего города. «Сокольники» 15-30.06.1993.
27. Н. Горохов. О Борисе Петерсе — солдате и поэте. Предисловие к книге Б. Петерса «На курганах». М., 1995, с. 3.
28. Р. Короткий. Солдат и археолог. «Слава и честь». Одесса, № 23, 1996.
29. П. Буковецкий. Предисловие к книге Б. Петерса «На городище»., М., 1996, с. 5-6, Г. Матюшин. Послесловие в той же книге.
30. В книге «Под знаком добра». М., 1997 изд-во МГДТД и Ю., следующие авторы: Д. Коробов. Первый учитель и первая школа. с. 15-16.
31. Н. Сударев. Мы не могли без него жить. /учитель, кружок, экспедиция, жизнь/, с. 17-22.
32. А. Завойкин. ALMA MATER. с. 22-24.
33. А. Авдиев. Расстаться практически невозможно., с. 233—234.
34. С. Михалков Наперекор всем бедам этих лет. «Третье дыхание» Вып. XXV, М., 2000, с. 5.
35. Отчизны верные сыны, писатели России Участники В. О. В., под редакцией И. А. Колорса. М., Воениздат, 2000, с. 236.
36. Ветераны Великой Отечественной войны р-на Проспект Вернадского, под редакцией Е. В. Ереминой., М., 2001, с. 233—234.
37. Р. Короткий. Дно открывает тайны. «Бизнес-Марин». Одесса, VIII.2001, с. 31-32.
38. М. Кубланов. Холера в Керчи. В кн. «Историк, Археолог, Литератор». /К 90-летию М. М. Кубланова/, Санкт-Петербург, 2004, с. 92-104.

Биографии автора:
1. Институт Археологии: История и современность. М., 2000, с. 189—190.
2. На пороге XXI века. Под редакцией Л. Ханбекова. т. III, М., 2000, с. 173.

## Список опубликованных научных работ Голубевой З. В., жены Б. Г. Петерса
1. Распределение комплексной фораминифер эльбурганской свиты Центрального Предкавказья и её аналогов в восточном Предкавказье в зависимости от фациальных условий. БМОИМП, сер. геолог., вып. 4, 1965, 0.6
2. Статиграфическое расчленение эльбурганской свиты Центрального Предкавказья по фораминиферам. Сб. «Нефтегазовая геология и геофизика» НТИ, М., № 9, 1966, 0.3
3. Статиграфия эльбурганской свиты Центрального Предкавказья и её аналогов по фораминиферам. Автореферат на соискание уч. степени к.г.-м. наук, М., 1966, 1.0
4. Микропалеонтологическая характеристика эльбурганской свиты Центрального Предкавказья в связи с вопросом о границе датского яруса и палеоцена. Тр. ВНИИГаза, изд-во «Недра», М., вып. 27/35, 1967, 1.0
5. Об эволюции некоторых видов аномалинид. Палеонтологический сб. Изд. Львовского ун-та, вып.6, 1969, 0,5
6. Литофациальная характеристика пород эльбурганской свиты и её аналогов. Палеонтологический сб. Изд. Львовского ун-та, вып.6, 1970, 0.4
7. Танатоценозы фораминифер эльбурганской свиты Центрального Предкавказья. Сб. ВНИИГаза «Стратиграфия и палеогеография кайнозоя газонефтеносных областей Советского Союза», М., изд. «Недра», вып. 31/39; 32/40, 1.0
8. О перспективах нефтегазоносности среднекаменноугольных нижнепермских карбонатно-терригенных отложений восточного (внутреннего) борта Предуральского прогиба. ВНИИОЭНГ, СБ. «Перспективы открытия нефтегазовых месторождений на больших глубинах» М.,1973, 0.5, Медведев Н. Ф., Аксенова Е. Г., Серебрякова Е. С.
9. О восточной границе Предуральского прогиба и перспективах нефтегазоносности его внутреннего борта. Тр. Ги Бал.фил. АНССР «Тектоника и магматизм Южного урала», т.2, 1975, 0.4, Медведев Н. Ф., Аксенова Е. Г.
10. Природа Башкирского антиклинория и перспективы его нефтегазаносности. Сб. ИГи РГИ «Геология и разработка нефтяных месторождений востока Волго-Уральской провинции», М., изд. «Наука», 1975, 0.5, Медведев Н. Ф.
11. Соотношение поверхностной и глубинной структур западного склона Южного Урала и перспективы их газоносности., Сб. ВНИИГаза «Геология и разведка газовых месторождений СССР», М., 1975, 0.5, Соколов В. Л., Гаркуша М. П.
12. Палеозойские формации западного склона Южного Урала и перспективы их нефтегазоносности. В сб. «Вопросы газоносности европейской части СССР и среднеазиатских районов», М., ВНИИГаз, 0.6, Соколов В. Л., Гаркуша М. П.
13. Элементы тектоническогои нефтегеологического районирования западного склона Южного Урала В сб. «Геология и нефтегазоносность Приуралья и Западного склона Урала», М., «Наука», 0.8, Соколов В. Л., Гаркуша М. П.
14. Прикаспийская впадина и её обрамление. В сб. «Проблемы геологии нефти». Тр. ИГиРГИ., 1976, 0.6, Кожевников И.И, Авров В. П. и др.
15. Переходный комплекс платформ-самостоятельный объект поисково-разведочных работ нефть и газ. Изв. АНСССР сер.геол., М, № 11, 1976 0.7 Еременко Н.А, Крылов Н. А. и др.
16. Раскопки Михайловской экспедиции., Археологические открытия — 1976., М., 1976., с. 379, 0.1 п.л. соавторы Петерс Б. Г. и др.
17. Об оценке перспектив нефтегазаносности Магнитогорского синклинория В сб. «Проблемы геологии нефти» Тр. ИГиРГИ, вып. 12, 0.5 Бабалян Г. Г., Хачатрян Р. О.
18. Ордовикские отложения — перспективный нефтегазпоисковый объект в Приоренбургском районе. «Нефтегазовая геология и геофизика», М.,№ 10, 1977, 0.5 Кожевников И. И., Фомина Г. В.
19. Роль глубоких прогибаний и раздвигов в распределении осадочных нефтегазоносных формаций палеозоя Южного Урала и Предуралья. В сб. «Проблемы геологии нефти», Тр. ИГиРГИ, вып. 15, 0.6, Гаркуша М. П.
20. Особенности геологического строения и нефтегазоносность подсолевых отложений северо-западной части бортовой зоны Прикаспийской впадины. ВНИИОЭНГ, сер. «Нефтегазовая геология и геофизика», М., (обзор), 1978, 3.0, Аксенов А. А., Шахновский И. М. и др.
21. Структурное положение депрессионных глубоководных фаций верхнего карбона и низов Перми Южного Приуралья., Геотектоника. «Наука», № 6, 1978, 0.6, Шлезингер А. Е., Яншин А. Л.
22. Карта мощностей среднего отдела девонской системы Восточно-Европейской платформы., Карты мощностей осадочного чехла Вост. Европейской платформы (палеозой) м. 1:5.000.000 под ред. В. В. Бронгулиева, М., 1978, Аксенов А. А., Бронгулиев В. В. и др.
23. Карта мощностей верхнего отдела девонской системы Восточно-Европейской платформы., Карты мощностей осадочного чехла Вост. Европейской платформы (палеозой) м. 1:5.000.000 под ред. В. В. Бронгулиева, М., 1978, Аксенов А. А., Бронгулиев В. В. и др.
24. Новые данные о строении и нефтегазоносности подсолевого палеозоя юго-восточной части Прикаспийской впадины в свете геофизических данных. Бюл. МОИП, вып.56, № 4, М. 1979, Бреннер В. М., Ермолаева Г.В,
25. Итоги геологоразведочных работ и перспективы их развития на территории Нижнего Поволжья в десятой пятилетке. В сб. «Прогноз нефтегазоносности Казахстана и сопредельных территорий» ВНИИГНИ, М., вып. 212, 1979, 0.8, Михалькова В. Н., Кожевников И. И. и др.
26. О поисках нефти в терригенных девонских отложениях Бузулукской впадины и Восточно-Оренбургского структурного выступа. В сб. ИГиРГИ, М., вып.20, 1979, 0.65 Хачатрян Г. О., Бабалян Г. Г.
27. Основные результаты геологоразведочных работ и научных исследований на нефть и газ в Прикаспийской впадине и её обрамлении. Инф. Бюлл. НВ НИИГГ, Саратов., 1980, 0.5, Кожевников И. И.
28. Рифтовая структура и нефтегазоносность Южного Урала и Предуралья. В кн. «Геологическое строение и нефтегазоносность краевых прогибов», М., «Наука», 1980, 0.5 Соколов В. Л., Гаркуша М. П.
29. Основные задачи геологоразведочных работ на территории Нижнего Поволжья. В сб. ИГиРГИ «Поиски и разведка нефтяных месторождений», М., 1981, 0.8, Кожевников И. И., Михалькова В. Н. и др
30. Основные результаты геологоразведочных работ и научных исследований на нефть и газ в Прикаспийской впадине и её обрамлении за 1980 г., Инф. Бюлл. НВ НИИГГ, Саратов., 1981, 0.6, Кожевников И. И. и др.
31. Основные результаты геологоразведочных работ и научных исследований на нефть и газ в Прикаспийской впадине и её обрамлении за 1981 г., Инф. Бюлл. НВ НИИГГ, Саратов., 1982, 0.5, Кожевников И. И. и др.
32. Строение и перспективы газонефтеносности Западного склона Южного Урала., ВНИИГазпром., (научно-техн. обзор), М., 1983, 3, Соколов В. Л., Гаркуша М. П.
33. Палеоктектонический анализ условий формирования Нижнедобринско-Котовской зоны западного борта Уметовско-Линевской депрессии в связи с нефтеносностью франского рифогенного комплекса. Сб. ИГиРГИ, М. 1983, 0.3 Цимберг Д. И.
34. Пути повышения эффективности поисково-разведочных работ на карбонатный комплекс в Нижнем Поволжье. Сб. ИГиРГИ, М. 1983, 0.4, Кожевников И. И. и др.
35. Стратиграфическая детализация разрезов кайнозойских отложений района Киевской ГЭС. рук. Фонд Гидропроекта, 1958, Зубкович М. Е., Чхеидзе М. И. и др.
36. Прикаспийская впадина — основной объект поисков нефти в XI, XII и XIII пятилетках. Тр. МИНХ и ГП, вып. 16, М., 1984, Крылов Н. А. и др.
37. Строение и перспективы газонефтеносности Западного склона Южного Урала., ВНИИГазпром., (научно-техн. обзор), М., 1983, 3, Соколов В. Л., Гаркуша М. П.

## Награды и звания
- Орден Отечественной войны II степени[2](6.4.1985) № 4887725
- Медаль «За отвагу» (СССР)[3](10.01.1944) № 2038965
- Медаль «За победу над Германией в Великой Отечественной войне 1941—1945 гг.» (9 мая 1945[4])
- Медаль «Ветеран труда» (15.08.1985)
- 15 памятными медалями В. О. В.